# ディアドルフ
ディアドルフまたはデアドルフ（Deardorff & sons Inc. ）は、アメリカのイリノイ州シカゴにかつて存在していたカメラメーカーである。

## 概要
創業者のラバーン・F・ディアドルフ（Laban F. Deardorff、1861年生まれ ）は、1890年代にロチェスター・カメラ・カンパニー (Rochester Camera Company ) に勤めカメラのデザインをしていた。後にシカゴに移りカメラの修理店を開いた。
1923年から手作りで木製暗箱型カメラの製造を始めた。抜群の堅ろう性を有し、精巧かつ優美に作られており、木製大判カメラの最高峰として現在もプロアマ問わず写真家達に絶賛されている。また、本カメラをコレクションする人もおり、中古相場が下がらない理由の一つになっている。
1988年にシカゴでの生産を終了、銀一と駒村商会の支援を受け1992年テネシー州アセンズで生産を開始したが1996年に再び製造中止になっている。2011年に再度製造され、4×5in判と8×10in判の各15台が限定生産された。
フロントライズ量はレンズボード自身をライズすることでさらに追加できる。ベビーディアドルフ以外のカメラのジャバラは、ディアドルフ折りと言われる特殊折りである。

## 製品一覧
- ベビーディアドルフ

4×5in判専用、一般の5×7in判をベースとしている4×5in判モデルより小さい。生産台数は約500台と言われている。
- 4×5in判

5×7in判のフロント部及びバック部を交換したボディー。3.2kg。バック部を交換することにより5×7in判撮影が可能。初期のものは、フロントスイング機能がない。
- 5×7in判

ライズ10cm、センターティルト各30度、スイング各20度。蛇腹長は55cm、焦点距離90mm-560mmレンズ使用可。レンズボードは4×4in。3.2kg。
- 8×10in判

ライズ17cm。センターティルト各30度、スイング各20度。蛇腹長は75cm、焦点距離100mm-750mmレンズ使用可。レンズボードは6×6in。5.7kg。初期の約230台は、フロントスイング機能がない。
- 10×12in判

ライズ&フォール各14.6cm+10.2cm、センターティルト各30度、スイング各20度、蛇腹長は105cm、レンズボードは6×6in。焦点距離127mm-レンズ使用可。
- 11×14in判

ライズ&フォール各14.6cm+10.2cm、センターティルト各30度、スイング各20度、蛇腹長は105cm、レンズボードは6×6in。13.6kg。焦点距離127mm-レンズ使用可。
- 8×20in判

ライズ&フォール各14.6cm+10.2cm、センターティルト各30度、スイング各20度、蛇腹長は105cm、レンズボードは6×6in。13.8kg。焦点距離127mm-レンズ使用可。3台のみの限定生産。
- 12×20in判

ライズ&フォール各14.6cm+10.2cm、センターティルト各30度、スイング各20度、蛇腹長は105cm、レンズボードは6×6in。15kg。焦点距離127mm-レンズ使用可。
- 14×20in判

1台のみの特注品。
- 16×20in判

1台のみの限定生産。